# Odnazjdy v provintsii
Odnazjdy v provintsii (russisk: Однажды в провинции) er en russisk spillefilm fra 2008 af Jekaterina Sjagalova.

## Medvirkende
- Julija Peresild som Nastja
- Elvira Bolgova som Vera
- Aleksandr Golubev som Kolja
- Natalija Soldatova som Anzjela
- Ljubov Tolkalina som Lena